# Jorge González Bastías
Jorge González Bastías (Nirivilo, San Javier de Loncomilla, 21 de mayo de 1879-Pencahue, 22 de noviembre de 1950) fue un poeta, escritor, periodista y político chileno.

## Biografía
Hijo de Abdón González Rojas y de Elinia Bastías Cáceres, realizó sus estudios en el Liceo de Talca (actual Liceo Abate Molina) y los secundarios en el Instituto Nacional. En Santiago logró trabajar como reportero para el diario El imparcial, lo que le permitió conocer a gran parte de la generación literaria capitalina de la década de 1900. También escribió en la publicación Pluma y Lápiz, donde mostró algunas de sus obras.
Su obra, inspirada en el paisaje y la vida campesina de la Provincia de Maule, se concentra en pocos libros. El primero fue  Misas de primavera de 1911. Desde ahí aparecieron otros textos como En la vera rústica (1919) y El poema de las tierras pobres (1924).
Se dedicó a la agricultura y a la política, ya que se desempeñó como regidor y alcalde de su poblado natal.
Falleció en el sector de Infiernillo, donde se ubicaba una estación del ramal Talca-Constitución. Mediante un decreto del 19 de enero de 1956 el lugar fue renombrado en honor al poeta. En 1970, la Universidad Católica del Maule le hizo un homenaje con una colección de escritos y fotos, la que estuvo al cuidado de Carlos René Correa.

## Estilo
Para el crítico literario Federico Schopf, González Bastías es un poeta postmoderno, posterior a Rubén Darío. Schopf relaciona su poema «Égloga del camino», perteneciente a su libro Misas de primavera (1911), con «El hombre imaginario» (1979), uno de los poemas más conocidos y celebrados de Nicanor Parra.

## Obra
- 1906 - Visión Helena.
- 1911 - Misas de primavera: Horas lentas; Elegías sencillas, Bajo el alero, Poemas de otoño., Joyeles, En la paz de la tarde .
- 1914 - Poemas de soledad.
- 1919 - En la vera rústica.
- 1924 - El poema de las tierras pobres.
- 1940 - Del venero nativo.
- 1948 - Es otro día.